# نهر أراغوايا
نهر أراغوايا (بالبرتغالية: Rio Araguaia‏) هو واحد من الأنهار الرئيسية في البرازيل، على الرغم من أنه يكاد يكون مساويا في الحجم في دورته مع التقاءه توكانتينز. ويبلغ طوله الإجمالي حوالي 2627 كم. أراغوايا يعني «نهر المكاو (الحمراء)» في لغة توبي.

## جغرافيا
يأتي نهر أراغوايا من الحدود الجنوبية غوياس ماتو جروسو. من هناك يتدفق شمال شرقًا إلى تقاطع مع نهر توكانتين بالقرب من بلدة ساو جواو.
على طول مجراه ، يشكل النهر الحدود بين ولايات غوياس و ماتو جروسو و توكانتين و بارا. تقريبًا في منتصف مساره ، تنقسم أراغوايا إلى شوكتين (مع احتفاظ الغرب باسم أراغوايا والآخر الشرقي باسم نهر جافايس). تم لم شملهم لاحقًا ، لتشكيل جزيرة البنانال ، أكبر جزيرة نهرية في العالم. يشكل عرق جافايس مساحة داخلية واسعة حيث يصب مرة أخرى في أراغوايا الرئيسية ، وهي مساحة 100000 هكتار من igapós أو غابة مغمورة بالمياه ، وقنوات نهرية للمياه السوداء ، وبحيرات تسمى كانتاو، محمية بواسطة حديقة كانتاو الحكومية. إنها واحدة من أغنى المناطق بيولوجيًا في شرق الأمازون ، مع أكثر من 700 نوع من الطيور، وما يقرب من 300 نوع من الأسماك، ومجموعات كبيرة من الأنواع مثل ثعالب الماء العملاقة ، والكيمن الأسود ، والأربيمة عملاقة ، وهي واحدة من أكبر أسماك المياه العذبة في العالم، ودلفين نهر الأراغواي ، وكل ذلك يحدث في منطقة كبيرة.
هذه المنطقة جزء لا يتجزأ من منطقة الأمازون الأحيائية ؛ ومع ذلك ، فإن نهر أراغوايا ليس من روافد نهر الأمازون.

## السياحة
تتم حماية العديد من أجزاء مسار النهر بالحدائق الوطنية والمحميات الأخرى مثل Emas National Park و Araguaia National Park . يحتوي أراغوايا على «شواطئ» - ضفاف رملية ساطعة تغمر الدفق من مايو إلى أكتوبر.

## روابط خارجية
- Rio Araguaia (معلومات للسياح باللغة البرتغالية والإسبانية والإنجليزية)
- فندق، توريزمو، بيسكاريا، باساسيوس إيكولوجيكوس أراجوايا، لويز ألفيس، بانانال، كريستالالينو
- المعلومات الهيدروغرافية (باللغة البرتغالية)
- خريطة الحوض (باللغة البرتغالية)
- ولاية توكانتينز، مع الأنهار v- البرازيل
- ولاية بارا، مع الأنهار v- البرازيل
- معهد أراغوايا
- وزارة النقل البرازيلية